# Eric Frère
Pour les articles homonymes, voir Frère (homonymie).
Éric Frère (né le 30 juin 1964 à Essen) est un économiste franco-allemand, professeur à la FOM - Université d'économie et de gestion d'économie et de gestion à Essen depuis 2001. Il est également doyen de l'administration des affaires et directeur de l'Institut de finance stratégique et gérant de Frère Consult, cabinet de conseil en finance d'entreprise et en ressources humaines.

## Biographie
Après une formation de banquier à la Deutsche Bank AG, Eric Frère a étudié l'économie et la gestion d'entreprise à l'Université Julius Maximilian de Würzburg et à l'Université Albertus Magnus de Cologne. Il a ensuite obtenu son doctorat à l'Université de la Ruhr à Bochum au sein du département de politique économique sous la direction du président de l’institut de recherche économique Rhénanie-du-Nord-Westphalie (RWI) à Essen. Il a occupé divers postes chez Credit Commercial de France (CCF), Bayer UK et Bankhaus Lampe KG, avant de devenir conseiller en entreprise et en gestion de personnel, spécialisé en finance d’entreprise et gestion d’actifs, un domaine dans lequel il exerce depuis plus de vingt ans. Dans ce cadre, il a réalisé plusieurs introductions en bourse sur le marché réglementé et levé des financements en capital-risque et private equity. Parallèlement, il est business angel, membre du conseil d'administration et du conseil de surveillance de diverses sociétés, telles que Arivis AG et Faveo AG, ainsi que Deutsche Bank AG, le cabinet de conseil WEPEX et du groupe TUS.
Depuis 1998, il enseigne à la FOM, avec un accent particulier sur la finance d’entreprise, la finance internationale, et l’entrepreneuriat international. En 2001, il a été nommé professeur, et il a obtenu son habilitation en 2012 à l'université de l’Ouest de la Hongrie, à Sopron. Eric Frère est également directeur de l’isf et doyen de la gestion des entreprises II à la FOM. Ses recherches portent sur la finance d’entreprise, l’allocation stratégique d’actifs, la gestion de portefeuille et la conformité financière. Depuis 2007, il est professeur invité dans plusieurs universités : Masaryk University (Brno, 2007), Pfeiffer University (Charlotte, USA, 2007), Fontys Hogescholen (Venlo, 2010), University of West Hungary (Sopron, 2010), Universidad Católica San Antonio de Murcia (2011), University of Banja Luka (2012), et International College of Management (Sydney, 2014).

## Collaborations scientifiques (extrait)
- Depuis 2011 : Universidad Católica San Antonio de Murcia (UCAM) (professeur au sein du programme de doctorat FOM – UCAM)
- Depuis 2011 : University of West Hungary, Sopron (coopération avec FOM)
- Depuis 2007 : Institut des marchés financiers de l'Université Masaryk, Brno (membre du comité de doctorat)[4].

## Prix
Eric Frère a reçu en 2014 le prix de la communication scientifique pour l’excellence, et en 2018, le prix de la fondation BCW NRW pour l’excellence dans l’enseignement. Il a également reçu un docteur honoris causa (Dr. h.c.) en 2016 pour son engagement social durable en faveur des étudiants à l'Université de Banja Luka en Bosnie-Herzégovine.